# Eunidia brunneovittata
Eunidia brunneovittata là một loài bọ cánh cứng trong họ Cerambycidae.